# My Best Friend Is You
My Best Friend Is You è il secondo album di Kate Nash. Pubblicato il 19 aprile nel Regno Unito, è stato prodotto dal ex Suede Bernard Butler.
Il primo singolo estratto dall'album è Do-Wah-Doo (11 aprile 2010). Alcune delle canzoni presenti nell'album erano già state suonate live da Kate durante il suo ultimo tour. L'edizione speciale, oltre al CD con le 13 tracce, contiene un libro illustrato e un DVD con commenti audio. 
Il prossimo singolo sarà scelto, tramite votazione da parte dei fan, tra Paris, Later On e Kiss That Girl.

## Tracce
1. Paris
2. Kiss That Girl
3. Don't You Want To Share The Guilt?
4. I Just Love You More
5. Do Wah Doo
6. Take Me To A Higher Plane
7. I've Got A Secret
8. Mansion Song
9. Early Christmas Present
10. Later On
11. Pickpocket
12. You Were So Far Away
13. I Hate Seagulls – include la traccia nascosta My Best Friend Is You